# Joël Raguénès
Pour les articles homonymes, voir Raguénès.
Joël Raguénès, né le 17 décembre 1941 au Conquet (Finistère), est un écrivain régionaliste français, dont les romans se déroulent essentiellement en Bretagne.

## Biographie
Il est le fils de Jean Raguénès, négociant en vin, et de Marie-Ange Bellec, sœur de José Bellec. 
Après avoir suivi des études à l'ESC Bretagne Brest, il travaille dans le commerce international en France et à l'étranger au sein de grands groupes ou à son compte.
À 20 ans, passionné par les auteurs américains de l’époque, il écrit un roman policier qui ne sera pas publié.
C'est la vente de la maison familiale dans les années 90 qui le guide vers l'écriture de son premier vrai roman, Le pain de la mer, saga romancée de l'histoire de sa famille qui exploitait le goémon à Queménés au large du Conquet.
Le Télégramme décrit son roman Le Pain de la mer, paru en 2002, comme un « classique » de la littérature bretonne contemporaine.
« Tous mes romans sont issus d’histoires vraies ». La famille Kerléo, qui apparaît dans une dizaine de ses romans, lui permet de déployer des histoires de pêche sur plusieurs décennies et en plusieurs lieux mythiques de Bretagne.
Joël Raguénès réside à Landivisiau depuis sa retraite.

## Œuvres
- Le Pain de la mer, Paris, Éditions JC Lattès, 2002, 641 p.  (ISBN 2-7096-2356-0)
- L’Honneur des goémoniers, Paris, Éditions JC Lattès, 2003, 426 p.  (ISBN 2-7096-2490-7)
- La Princesse aux sabots, Paris, Éditions JC Lattès, 2003, 355 p.  (ISBN 2-7096-2564-4)
- Landivisiau de ma jeunesse, Brest, France, Éditions le Télégramme, coll. « Du passé au présent », 2004, 109 p.  (ISBN 2-84833-103-8)
- Chapeau bas, madame !, avec Albert Pennec, Paris, Éditions JC Lattès, 2005, 388 p.  (ISBN 2-7096-2710-8)
- Lady Louise : le roman de Louise de Keroual, Paris, Éditions JC Lattès, 2006, 476 p.  (ISBN 2-7096-2841-4)
- Et la terre devenait une mer de lin bleu, Saint-Thonan, Éditions Cloître, 2007, 458 p.  (ISBN 978-2-35002-032-7)
- L’Instinct du prédateur, Paris, Éditions Calmann-Lévy, 2011, 425 p.  (ISBN 978-2-7021-4265-3)
- La Maîtresse de Ker-Huella, Paris, Éditions Calmann-Lévy, coll. « France de toujours et d’aujourd’hui », 2012, 457 p.  (ISBN 978-2-7021-4302-5)
- La Dame de Roz Avel, Paris, Éditions Calmann-Lévy, coll. « France de toujours et d’aujourd’hui », 2013, 434 p.  (ISBN 978-2-7021-4446-6)
- La Sirène du port, Paris, Éditions Calmann-Lévy, coll. « France de toujours et d’aujourd’hui », 2015, 561 p.  (ISBN 978-2-7021-5454-0)[4]
- Les Trois Saisons de la vie, Paris, Éditions Calmann-Lévy, coll. « France de toujours et d’aujourd’hui », 2016, 376 p.  (ISBN 978-2-7021-5798-5)[3]
- L’Or du lin, Paris, Éditions Calmann-Lévy, coll. « France de toujours et d’aujourd’hui », 2017, 400 p.  (ISBN 978-2-7021-6053-4)
- Les vies de Jeanne, Paris, Éditions Calmann-Lévy, coll. « France de toujours et d’aujourd’hui », 2018, 448 p.   (ISBN 978-2702161654)
- Pêcheurs du bout du monde, Paris, Éditions Calmann-Lévy, coll. « Territoires  », 2019, 416 p.  (ISBN 978-2702163641)
- Les derniers seigneurs de la mer, Paris, Éditions Calmann-Lévy, coll. « Territoires  », 2021, 368 p  (ISBN 978-2702167533)
- La Salamandre de Trévarez, Paris, Éditions Calmann-Lévy, coll. « Territoires », 2023, 400 p.  (ISBN 978-2702185155)
- Yann, saint-bernard de la mer, Paris, Éditions Calmann-Lévy, coll. « Territoires », 2024, 380 p.  (ISBN 978-2702188538)